# Theodor Schließer
Theodor Schließer (* 3. Februar 1922 in Wain; † 21. März 2012) war ein deutscher Veterinärmediziner.

## Leben
Nach dem Abitur 1940 wurde er zum Kriegsdienst bei der Luftwaffe eingezogen und geriet 1943 in amerikanische Kriegsgefangenschaft. Ab 1947 studierte er Veterinärmedizin an der Tierärztlichen Fakultät der Universität München (1952 Staatsexamen/Promotion). 1953 wurde er wissenschaftlicher Mitarbeiter von Adolf Meyn, zunächst im Bakteriologischen Institut Dr. Rentschler & Co in Warthausen und ab 1955 am Institut für Tierhygiene der Ludwig-Maximilians-Universität München. Nach der Habilitation 1961 für das Fach Mikrobiologie und Tierseuchen wurde er 1967 wurde er zum außerplanmäßigen Professor ernannt. 1970 folgte er dem Ruf auf den Lehrstuhl für Hygiene und Infektionskrankheiten der Tiere am Fachbereich Veterinärmedizin der Justus-Liebig-Universität Gießen, wo er bis zu seiner Emeritierung im Jahr 1989 Direktor des gleichnamigen Institutes war.

## Schriften (Auswahl)
- mit Dieter Strauch (Hg.): Desinfektion in Tierhaltung, Fleisch- und Milchwirtschaft. 49 Tabellen. Stuttgart 1981, ISBN 3-432-91641-8.
- mit Bernhard Polten und Nikolaus Thiel: Vorkommen und Bekämpfung der Aujeszkyschen Krankheit in den RGW-Ländern. Berlin 1989, ISBN 3-428-06760-6.